# WNBA All-Star Game 1999
Match suivant
Le WNBA All-Star Game 1999 a été joué le 14 juillet 1999 au Madison Square Garden de New York. Ce match est le 1er All-Star Game de l’histoire. Cet événement annuel est inauguré deux ans près la création de la WNBA. 
Les joueuses de la Conférence Ouest battent les joueuses de la Conférence Est 79 à 61. Lisa Leslie est élue MVP de la rencontre. Elle est également la meilleure marqueuse du match avec 13 points.
L'hymne national est chanté par Whitney Houston.

## Joueuses
| Pos.        | Joueur                  | Équipe                 |  |
| Titulaires  | Titulaires              | Titulaires             |  |
| ----------- | ----------------------- | ---------------------- |  |
| PG          | Michele Timms           | Mercury de Phoenix     |  |
| SG          | Cynthia Cooper          | Comets de Houston      |  |
| SF          | Sheryl Swoopes          | Comets de Houston      |  |
| PF          | Tina Thompson           | Comets de Houston      |  |
| C           | Lisa Leslie             | Sparks de Los Angeles  |  |
| Remplaçants |                         |                        |  |
| PG          | Tonya Edwards           | Lynx du Minnesota      |  |
| PG          | Ticha Penicheiro        | Monarchs de Sacramento |  |
| SF          | Ruthie Bolton-Holifield | Monarchs de Sacramento |  |
| SF          | Jennifer Gillom         | Mercury de Phoenix     |  |
| PF          | Natalie Williams        | Starzz de l'Utah       |  |
| C           | Yolanda Griffith        | Monarchs de Sacramento |  |
| Entraîneur  |                         |                        |  |
|             | Van Chancellor          | Comets de Houston      |  |

| Pos.        | Joueur                  | Équipe                |  |
| Titulaires  | Titulaires              | Titulaires            |  |
| ----------- | ----------------------- | --------------------- |  |
| PG          | Teresa Weatherspoon     | Liberty de New York   |  |
| PG          | Nikki McCray            | Mystics de Washington |  |
| SF          | Chamique Holdsclaw      | Mystics de Washington |  |
| PF          | Vicky Bullett           | Sting de Charlotte    |  |
| C           | Kim Hampton             | Liberty de New York   |  |
| Remplaçants |                         |                       |  |
| PG          | Shannon Johnson         | Miracle d'Orlando     |  |
| SG          | Sandy Brondello         | Shock de Détroit      |  |
| SF          | Nykesha Sales           | Miracle d'Orlando     |  |
| SF          | Vickie Johnson          | Liberty de New York   |  |
| PF          | Taj McWilliams-Franklin | Miracle d'Orlando     |  |
| C           | Rebecca Lobo*           | Liberty de New York   |  |
| Entraîneuse |                         |                       |  |
|             | Linda Hill-MacDonald    | Rockers de Cleveland  |  |

* Rebecca Lobo est forfait sur blessure.

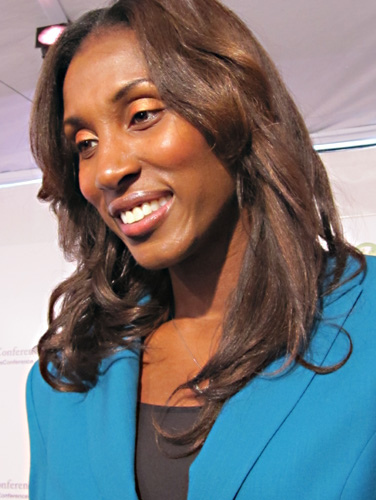
Lisa Leslie est la MVP du premier All-Star Game.

Van Chancellor (Comets de Houston) dirige la sélection de l’Ouest et Linda Hill-MacDonald (Rockers de Cleveland) celle de l’Est.
| 14 juillet | Box score | Conférence Ouest 79, Conférence Est 61                                            | Conférence Ouest 79, Conférence Est 61 | Conférence Ouest 79, Conférence Est 61                                                                 |  | Madison Square Garden, New York Affluence : 18,649 Arbitres : - Sally Bell - Patty Broderick - June Corteau | NBC |
| 14 juillet | Box score | Lisa Leslie 13 Sheryl Swoopes, Natalie Williams 8 Cynthia Cooper, Michele Timms 4 | Points Rebonds Passes d.               | Sandy Brondello, S. Johnson, Taj McWilliams-Franklin 8 Taj McWilliams-Franklin 7 Teresa Weatherspoon 4 |  | Madison Square Garden, New York Affluence : 18,649 Arbitres : - Sally Bell - Patty Broderick - June Corteau | NBC |